# Spiktjärnen (Nordmarks socken, Värmland)
Spiktjärnen är en sjö i Filipstads kommun i Värmland och ingår i Göta älvs huvudavrinningsområde.